# B.C.'s Quest for Tires
B.C.'s Quest for Tires est un jeu vidéo d’action conçu par Rick Banks et Michael Bate et publié par Sierra On-Line en 1983 sur Apple II, Atari 8-bit, ColecoVision, Commodore 64, IBM PC, MSX et ZX Spectrum. Le jeu s’inspire de l’univers du comic strip B.C. de Johnny Hart. Le joueur contrôle un homme des cavernes, Thor, dont l’objectif est de sauvé sa petite amie enlevée par un dinosaure. Pour cela, il doit traverser plusieurs niveaux à l’aide d’un monocycle en pierre.  Il se déplace de gauche à droite et doit éviter divers danger comme des nids-de-poule ou des branches. À sa sortie, le jeu est plutôt bien reçu par les critiques. Pour le magazine Softline, il propose en effet un défi intéressant, malgré son gamplay conventionnel, grâce notamment à ses personnages issu du comics. De son côté, le magazine Compute! salue ses « excellents graphismes » et son animation qu’il juge « proche des standard de l’animation ». 
Il bénéficie d'une suite : B.C. II: Grog's Revenge (1984).